# 산마르틴주

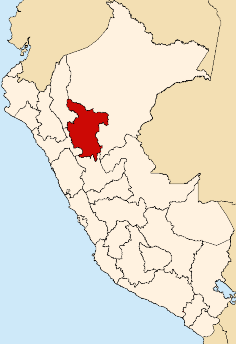
산마르틴 주의 위치

산마르틴주(스페인어: Departamento de San Martín)는 페루 북부에 위치한 주로 주도는 모요밤바이며 면적은 51,253.31km2, 인구는 778,545명(2005년 기준)이다.
북쪽과 동쪽으로는 로레토 주, 남쪽으로는 우아누코 주, 서쪽으로는 라리베르타드 주, 아마소나스 주와 접한다. 10개 군과 77개 구를 관할한다.